# 拉拉·阿卜杜勒·拉希德
拉拉·阿卜杜勒·拉希德（1922年6月1日—1988年3月8日），巴基斯坦男子曲棍球运动员。他曾代表巴基斯坦国家队参加1960年夏季奥林匹克运动会曲棍球比赛。